# Magic Tour (Queen)
Magic Tour – europejska trasa koncertowa zespołu Queen z 1986 roku, promująca album A Kind of Magic. Trasa trwała 8 tygodni – od 7 czerwca do 9 sierpnia 1986 i wiodła przez 20 miast w 11 krajach Europy. Była to ostatnia trasa koncertowa grupy z Freddiem Mercurym (śpiew) i Johnem Deaconem (gitara basowa).

## Historia wydań
W sprzedaży ukazało się kilka wydawnictw związanych z koncertami trasy. W grudniu 1986 i w styczniu 1987 ukazały się dwie edycje albumu Live Magic, stanowiącego podsumowanie tournée. W lutym 1987 ukazała się wideokaseta Live in Budapest z koncertem w Budapeszcie. Wydana w 1989 wideokaseta Rare Live zawierała „Hammer to Fall” z występu na stadionie Wembley z 12 lipca 1986 oraz „Radio Ga Ga” i „We Are the Champions” z Knebworth Park. W grudniu 1990 do sprzedaży trafiła kaseta wideo Queen at Wembley, stanowiąca częściowy zapis koncertu grupy na Wembley 12 lipca 1986. Ten sam występ ukazał się na dwupłytowym albumie o tym samym tytule, stanowiącym pełny zapis koncertu. W 2003 ukazało się dwupłytowe wydanie DVD Live at Wembley Stadium, stanowiące całkowity zapis koncertu grupy i zawierające bonusowy dysk z dodatkami (w tym m.in. fragmenty koncertu na Wembley z 11 lipca 1986). Ostatnim wydawnictwem z trasy jest wydane w listopadzie 2012 wydawnictwo Hungarian Rhapsody: Queen Live in Budapest ’86.

## Program koncertów
1. „One Vision”
2. „Tie Your Mother Down”
3. „In the Lap of the Gods... Revisited”
4. „Seven Seas of Rhye”
5. „Tear It Up”
6. „A Kind of Magic”
7. „Under Pressure”
8. „Another One Bites the Dust”
9. „Who Wants to Live Forever”
10. „I Want to Break Free”
11. „Impromptu”
12. „Guitar Solo”
13. „Now I’m Here”
14. „Love of My Life”
15. „Is This the World We Created...?”
16. „(You’re So Square) Baby I Don’t Care”
17. „Hello Mary Lou”
18. „Tutti Frutti”
19. „Bohemian Rhapsody”
20. „Hammer to Fall”
21. „Crazy Little Thing Called Love”

Bis
1. „Radio Ga Ga”
2. „We Will Rock You”
3. „Friends Will Be Friends”
4. „We Are the Champions”
5. „God Save the Queen” (z taśmy)

Pozostałe utwory (grane nieregularnie)
- „Mustapha” (intro)
- „Give Me Some Lovin'” (Mannheim, Slane i Londyn)
- „Big Spender” (Budapeszt, Londyn)
- „Immigrant Song” (Berlin)
- „Saturday Night’s Alright for Fighting” (Kolonia)
- „Tavaszi szél vizet áraszt” (Budapeszt)
- „Keep Yourself Alive” (fragment; Slane, Monachium)
- „Rock ’N Roll Improvisation” (Budapeszt)
- „Get Down, Make Love” (w trakcie solo gitarowego)
- „Chinese Torture” (w trakcie solo gitarowego)
- „I Feel Fine” (tylko gitara, Mannheim)
- „’39” (Kolonia)
- „Liar” (intro)

## Daty i miejsca koncertów
Trasa składała się z 26 koncertów:
| Europa           |                 |                 |                        |
| 7 czerwca 1986   | Sztokholm       | Szwecja         | Råsundastadion         |
| 11 czerwca 1986  | Lejda           | Holandia        | Groenoordhallen        |
| 12 czerwca 1986  | Lejda           | Holandia        | Groenoordhallen        |
| 14 czerwca 1986  | Paryż           | Francja         | Hydroprom de Vincennes |
| 17 czerwca 1986  | Bruksela        | Belgia          | Forest National        |
| 19 czerwca 1986  | Lejda           | Holandia        | Groenoordhallen        |
| 21 czerwca 1986  | Mannheim        | RFN             | Maimarkt-Gelände       |
| 26 czerwca 1986  | Berlin Zachodni | RFN             | Waldbühne              |
| 28 czerwca 1986  | Monachium       | RFN             | Olympiahalle           |
| 29 czerwca 1986] | Monachium       | RFN             | Olympiahalle           |
| 1 lipca 1986     | Zurych          | Szwajcaria      | Hallenstadion          |
| 2 lipca 1986     | Zurych          | Szwajcaria      | Hallenstadion          |
| 5 lipca 1986     | Dublin          | Irlandia        | zamek w Slane          |
| 9 lipca 1986     | Newcastle       | Wielka Brytania | St James’ Park         |
| 11 lipca 1986    | Londyn          | Wielka Brytania | stadion Wembley        |
| 12 lipca 1986    | Londyn          | Wielka Brytania | stadion Wembley        |
| 16 lipca 1986    | Manchester      | Wielka Brytania | Maine Road             |
| 19 lipca 1986    | Kolonia         | RFN             | Rhein Energie Stadion  |
| 21 lipca 1986    | Wiedeń          | Austria         | Wiener Stadthalle      |
| 22 lipca 1986    | Wiedeń          | Austria         | Wiener Stadthalle      |
| 27 lipca 1986    | Budapeszt       | Węgry           | Népstadion             |
| 30 lipca 1986    | Fréjus          | Francja         | Amfiteatr              |
| 1 sierpnia 1986  | Barcelona       | Hiszpania       | Mini Estadi            |
| 3 sierpnia 1986  | Madryt          | Hiszpania       | Stadion Teresa Rivero  |
| 5 sierpnia 1986  | Marbella        | Hiszpania       | Estadio Municipal      |
| 9 sierpnia 1986  | Stevenage       | Wielka Brytania | Knebworth Park         |